# さいたま市立針ヶ谷小学校
さいたま市立針ヶ谷小学校（さいたましりつ はりがやしょうがっこう）は、埼玉県さいたま市浦和区にある公立小学校。

## 概要
1959年に浦和市立上木崎小学校と浦和市立木崎小学校の生徒数が増えたことにより開校。
2018年の段階で開校60周年となった。生徒には記念冊子が配られ、中には生徒の将来の夢や好きな四字熟語などが学年ごとに書かれている。
学校の合言葉は「ともにのびよう」である。

## 沿革
- 1959年（昭和34年）4月1日 - 上木崎小学校および木崎小学校より分離し、浦和市立針ヶ谷小学校が開校[1]。
- 1966年（昭和41年）2月27日 - 校歌制定発表会。
- 1972年（昭和47年）4月5日 - 増築校舎の落成式（9教室）。
- 1974年（昭和49年）9月10日 - 校旗制定。
- 2001年（平成13年）5月1日 - さいたま市誕生により、さいたま市立針ヶ谷小学校に改称。

## 通学区域
- さいたま市浦和区[2]
  - 針ヶ谷1 - 3丁目、上木崎4丁目（6番・10番以降）、6丁目（17～25番・28～31番・36～37番）、領家6丁目（3～14番・22番以降）、7丁目

## 進学先中学校
- さいたま市立大原中学校[3]

## 交通
- 東日本旅客鉄道（JR東日本）京浜東北線 与野駅から徒歩13分。